# Kapel van de Beukeboom
De Kapel van de Beukenboom is een kapel met kluis, gelegen in Lummen, in de Belgische provincie Limburg.

## Geschiedenis
Op de plaats van de kapel zou vroeger een houten Mariabeeldje in de holte van een beuk gestaan hebben. Op zekere dag stelde een oude kreupele schaapherder vast dat het beeldje verdwenen was. Op de feestdag van Onze-Lieve-Vrouw Visitatie in 1640 werd een albasten Onze-Lieve-Vrouwbeeld, dat sedert mensenheugenis in de kerk vereerd werd, processiegewijze, overgebracht naar de vergrote holte in de boom. Pelgrims van heinde en verre stroomden toe en wonderbare genezingen vonden er plaats.
Pastoor Neven besloot het vele geofferde geld aan het heiligdom en een milde gift van de graaf Ernest van der Marck te besteden aan het bouwen van een kapel. Op de feestdag van Onze-Lieve-Vrouw Visitatie (bezoek van Onze-Lieve-Vrouw aan Elisabeth) in het jaar 1641 droeg de Eerwaarde de Heer Landdeken met grote plechtigheid de eerste mis op in de kapel.
De vrome overlevering verhaalt nog dat de beuk, die het beeldje een tijdlang geborgen had, begon te kwijnen na het verwijderen van het beeld. De mensen namen stukjes hout van de boom als relikwie mee naar huis en pastoor Neven liet uit het hout van de wonderbare boom zelfs Mariabeeldjes snijden.
Na nieuwe giften werd in 1650 een kluizenaarskamer bijgebouwd als woning voor een kluizenaar, die de kapel bewaakte en in orde hield. In 1742 werd het portaal bijgebouwd. Een tweede kamer volgde in 1778. Kapel en boomrijke omgeving zijn sinds 12 juli 1951 beschermd als monument en landschap. De grootste schat van de kapel is ongetwijfeld het albasten Onze-Lieve-Vrouwbeeld met kind (circa 1425).
De kluis is een van de vier overgebleven Limburgse kluizen. Na een algemene restauratie in 1998 wordt de kluis momenteel terug bewoond.

## Ligging
Deze kapel met kluis is gelegen op de top van de Willekensberg langs de weg in de richting van Meldert. Met circa 60m boven de zeespiegel bevindt de kapel zich op het hoogste punt van de gemeente Lummen.

## Omgeving van de kapel
De kapel is omringd door een historisch bosparkje met onder andere dikke beuken, lindes en tamme kastanjes. Er staat ook een dikke Acacia met een stamomtrek van 398 cm (gemeten in 2018). Centraal in dit park, staat een rode beuk ingeplant op een terp. Begin 17de eeuw zou hier de oude beuk gestaan hebben met een holte waarin een Mariabeeldje stond dat vereerd werd. De huidige beuk is circa 150 jaar oud en had in 2018 een stamomtrek van 340 cm. Dat jaar werd de boom verkozen tot Belgische boom van het jaar.

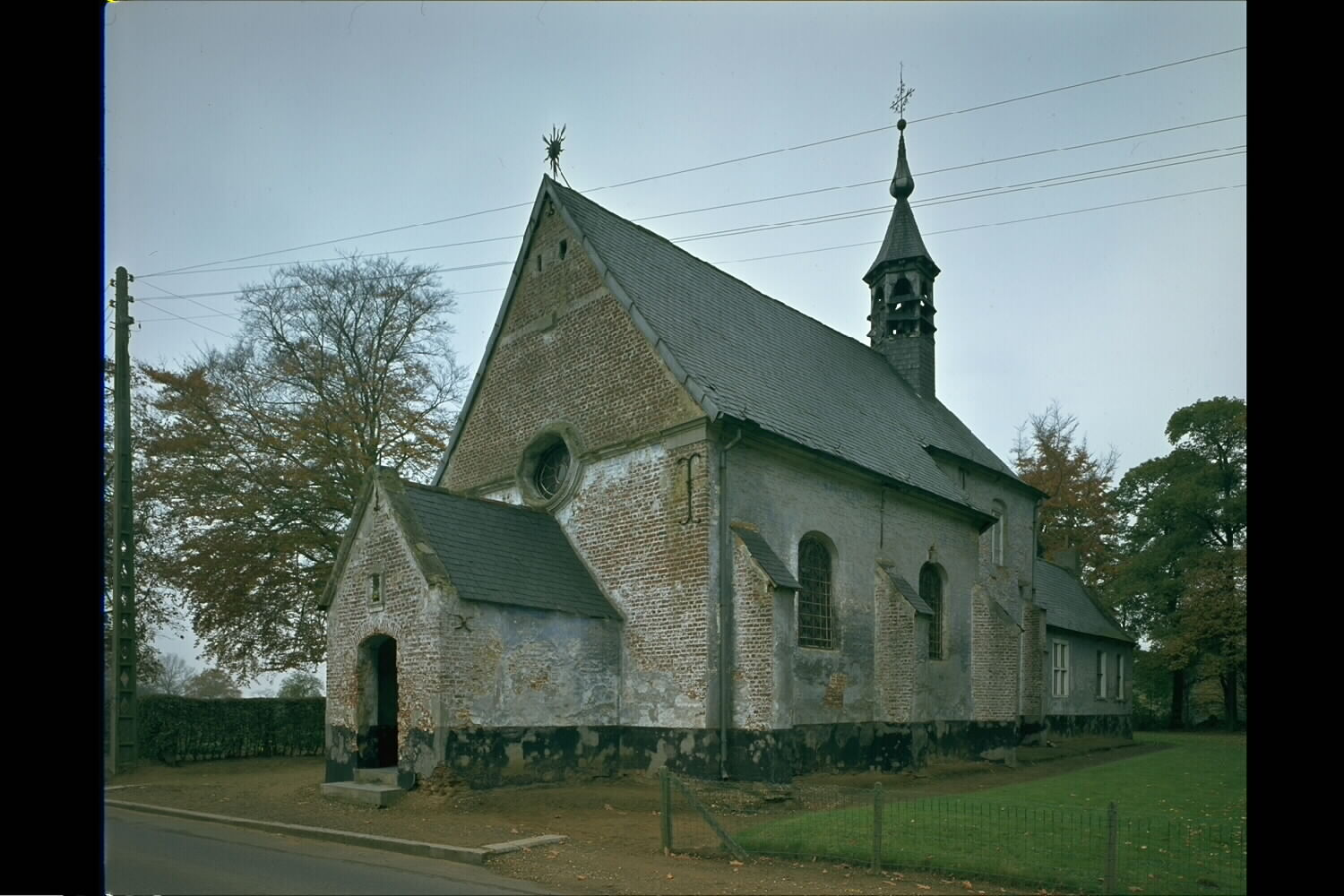
Kapel met kluis in 1970
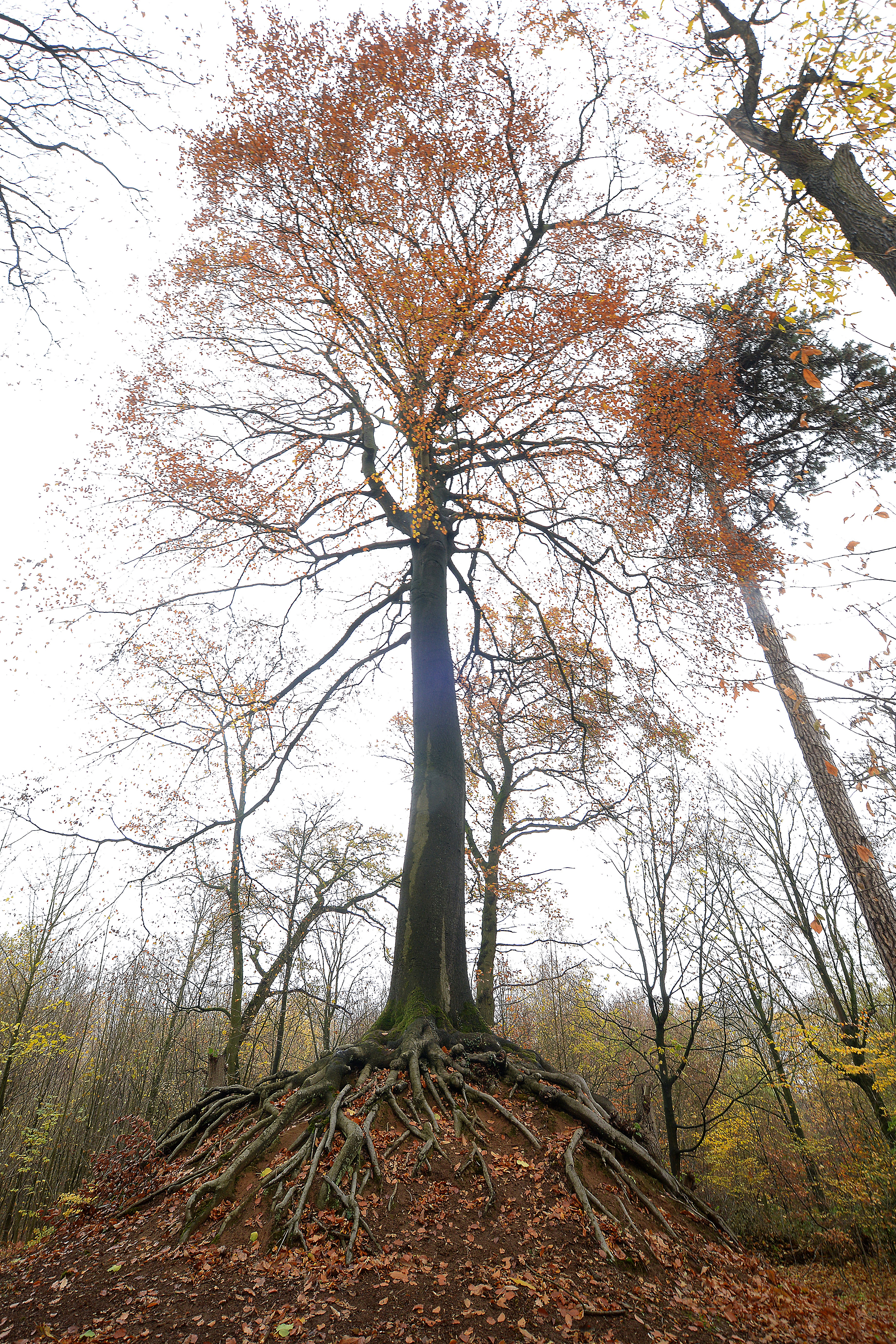
Bijzondere beuk bij de Kapel van de Beukenboom